# مرتضی حدیقی
مرتضی حدیقی یک بازیگر فیلم اهل ایران است وی بین سال‌های ۱۳۴۳ تا ۱۳۵۷ فعالیت می‌کرد.

## فیلمشناسی
1. پرستش (۱۳۵۷)
2. حلقه‌های ازدواج (۱۳۵۶)
3. کوثر (۱۳۵۳)
4. بندری (۱۳۵۲)
5. پاپوش (۱۳۵۲)
6. جدال در کویر (۱۳۵۱)
7. قمار زندگی (۱۳۵۱)
8. میخک سفید (۱۳۵۱)
9. یک جو غیرت (۱۳۵۱)
10. آسمون بی ستاره (۱۳۵۰)
11. رضا چلچله (۱۳۵۰)
12. عقاب طلایی (۱۳۴۹)
13. سر سخت (۱۳۴۷)
14. قوس و قزح (۱۳۴۷)
15. مرد دو چهره (۱۳۴۶)
16. یکه‌بزن (۱۳۴۶)
17. امیرارسلان نامدار (۱۳۴۵)
18. فیل و فنجان (۱۳۴۵)
19. قهرمان دهکده (۱۳۴۵)
20. نبرد غول‌ها (۱۳۴۴)
21. تعقیب خطرناک (۱۳۴۳)